# Synsepalum bequaertii
Synsepalum bequaertii là một loài thực vật có hoa trong họ Hồng xiêm. Loài này được De Wild. miêu tả khoa học đầu tiên năm 1926.